# Carlos Gonçalves
Carlos Alberto Oliveira Gonçalves (n. 1944 - m. 10 de Agosto de 2014) foi um actor português.

## Carreira
Iniciou a sua carreira profissional no Teatro ABC em 1964. Trabalhou em todos os teatros do Parque Mayer, tendo sido co-fundador da Companhia de Teatro Popular em conjunto com José Viana e também co-fundador da Companhia de Teatro Adóque. Integrou ainda a companhia do Teatro Maria Matos e participou em espectáculos do Teatro Nacional D. Maria II. No Teatro Aberto participou em O Caso da Mãozinha Misteriosa de Augusto Sobral e Ary dos Santos (encenação de Rui Mendes), Crónica do Fabuloso Fagundes de Sttau Monteiro, Andorra de Max Frisch, Corpo-Delito na Sala de Espelhos de José Cardoso Pires (encenação de Fernando Gusmão), O Chá dos Generais de Boris Vian. Na Companhia de Teatro de Almada, cujo elenco integrou entre 1983 e 1989, interpretou textos de Virgílio Martinho, Michael Bulgakov, Camilo Castelo Branco, Molière, Camus.

## Televisão
Na televisão interpretou inúmeros autores, desde Lope de Vega, Dürrenmatt, Fernando Namora, Eça de Queiroz, Eugene O'Neill, Carlos Selvagem, Henrique Santana ou Camilo Castelo Branco.

### Projectos
- Retalhos da Vida de um Médico RTP 1980
- A Senhora Ministra RTP 1981
- Chuva na Areia RTP 1985 'Fonseca'
- Duarte e Companhia RTP 1985
- A Relíquia RTP 1987 'Alpedrinha'
- Uma Bomba Chamada Etelvina RTP 1988 'Peixinho'
- Ricardina e Marta RTP 1989 'Feliciano'
- A Morgadinha dos Canaviais RTP 1990 'Bento'
- Cinzas RTP 1992/1993 'Choné'
- Sozinhos em Casa RTP 1993
- Nico D'Obra RTP 1993/1994 'Pacheco'
- Na Paz dos Anjos RTP 1994 'Benedito'
- Camilo e Filho Lda. SIC 1996 'Narciso'
- O Bairro da Fonte SIC 2001/2002
- Bons Vizinhos TVI 2002 'Joaquim Ferreira'[2]
- Até Amanhã, Camaradas SIC 2005

## Cinema
- Pássaros de Asas Cortadas de Artur Ramos
- Kilas, o Mau da Fita (1981)
- A Mulher do Próximo (1988) de José Fonseca e Costa
- Ladrão Que Rouba a Anão Tem Cem Anos de Prisão (1992) de Jorge Paixão da Costa
- Três Irmãos (1994) de Teresa Villaverde
- A Comédia de Deus (1995) de João César Monteiro
- António, Um Rapaz de Lisboa (1999) de Jorge Silva Melo.

## Prémios
Em 1985 foi-lhe atribuído o Prémio da Associação Portuguesa de Críticos de Teatro (ex-aequo com Luís Miguel Cintra) pelo seu trabalho em O Capote de Gogol, dirigido por Joaquim Benite.